# Nati nel 2003/Luglio
| Questa pagina contiene informazioni ricavate automaticamente dalle voci biografiche con l'ausilio del template Bio e di un bot. L'aggiornamento è periodico e automatico e ricostruisce completamente la pagina. Se manca una persona in questa lista, sei pregato di non aggiungerla, ma accertati piuttosto che la sua voce biografica contenga il template Bio e che i dati anagrafici siano correttamente compilati. Se il template Bio manca, inseriscilo tu stesso o, in alternativa, metti l'avviso {{tmp\|Bio}} che ne segnala la mancanza. Se i dati riportati sono sbagliati, correggi direttamente la voce biografica; le modifiche saranno visibili in questa lista entro pochi giorni. Per chiarimenti vedi il progetto biografie. La lista contiene solo le 186 persone che sono citate nell'enciclopedia e per le quali è stato implementato correttamente il template Bio. Pagina aggiornata al 18 ago 2025. |

- 1º luglio - Anastasia Cekulaev, pallavolista tedesca
- 1º luglio - Angel Chibozo, calciatore beninese
- 1º luglio - Tate McRae, cantautrice e ballerina canadese
- 1º luglio - Jay Poulter, sciatore alpino statunitense
- 1º luglio - Darren Rafferty, ciclista su strada e ciclocrossista irlandese
- 1º luglio - Storm Reid, attrice statunitense
- 1º luglio - Reshad de Gerus, pilota automobilistico francese
- 2 luglio - Adam Karabec, calciatore ceco
- 2 luglio - Art'owr Serobyan, calciatore armeno
- 2 luglio - Hugo Álvarez, calciatore spagnolo
- 3 luglio - Rza Cəfərov, calciatore azero
- 3 luglio - Maximillian Giuliani, nuotatore australiano
- 3 luglio - Sai'vion Jones, giocatore di football americano statunitense
- 3 luglio - Miljan Krpić, calciatore serbo
- 3 luglio - Pablo Marín, calciatore spagnolo
- 3 luglio - Jean Montero, cestista dominicano
- 3 luglio - Álvaro Romero, snowboarder spagnolo
- 3 luglio - Alessia Tornaghi, pattinatrice italiana
- 3 luglio - Kasperi Valto, saltatore con gli sci finlandese
- 4 luglio - Polina Bogusevič, cantante russa
- 4 luglio - Omar Fayed, calciatore egiziano
- 4 luglio - Rion Ishikawa, calciatrice giapponese
- 4 luglio - Alessia di Matteo, italiano († 2005)
- 5 luglio - Noah Ato-Zandanga, calciatore centrafricano
- 5 luglio - Edward Cedeño, calciatore panamense
- 5 luglio - Brahima Diarra, calciatore maliano
- 5 luglio - Rachel Fairbanks, pallavolista statunitense
- 5 luglio - Kian Fitz-Jim, calciatore olandese
- 5 luglio - Aline Friess, ginnasta francese
- 5 luglio - Rosa Kafaji, calciatrice svedese
- 5 luglio - Kathrine Møller Kühl, calciatrice danese
- 5 luglio - Terrell Ransom Jr., attore statunitense
- 5 luglio - Agustín Venezia, calciatore argentino
- 5 luglio - Espen van Ee, calciatore olandese
- 6 luglio - Fernando Embadje, calciatore guineense
- 6 luglio - Facundo González, calciatore uruguaiano
- 6 luglio - Zeno Van Den Bosch, calciatore belga
- 6 luglio - Myron van Brederode, calciatore olandese
- 7 luglio - Bambasé Conté, calciatore tedesco
- 7 luglio - Rodrigo Gomes, calciatore portoghese
- 7 luglio - Max Larsson, calciatore svedese
- 7 luglio - Jack McGlynn, calciatore statunitense
- 7 luglio - Nicolas Pays, calciatore francese
- 8 luglio - Felipe Amaral, calciatore brasiliano
- 8 luglio - Leuterīs Mantzoukas, cestista greco
- 8 luglio - Giovanni Mpetshi Perricard, tennista francese
- 9 luglio - Conor Bradley, calciatore nordirlandese
- 9 luglio - Baltasar Rodríguez, calciatore argentino
- 9 luglio - Tobias Gulliksen, calciatore norvegese
- 9 luglio - Fedde Leysen, calciatore belga
- 9 luglio - Mateo Lisica, calciatore croato
- 9 luglio - Rodrigo Macedo, calciatore portoghese
- 9 luglio - Marcel Ruiz, attore portoricano
- 10 luglio - Lukas Ermeskog, ex sciatore alpino svedese
- 10 luglio - Per Strand Hagenes, ciclista su strada norvegese
- 10 luglio - Jo Jin-ho, calciatore sudcoreano
- 10 luglio - Matteo Nannini, pilota automobilistico italiano
- 10 luglio - Mina Schaathun Bergersen, calciatrice norvegese
- 10 luglio - Maxime Sconard, cestista francese
- 10 luglio - Kōnstantínos Stamou, nuotatore greco
- 11 luglio - Costin Amzăr, calciatore rumeno
- 11 luglio - Juan Córdoba, calciatore colombiano
- 11 luglio - Daniel Jebbison, calciatore canadese
- 11 luglio - Jesse Kertesz-Knight, sciatore alpino canadese
- 11 luglio - Matías Lazo, calciatore peruviano
- 11 luglio - Sydney Lucas, attrice statunitense
- 11 luglio - Lenny Martinez, ciclista su strada francese
- 12 luglio - Oscar Bobb, calciatore norvegese
- 12 luglio - Alessandra Frangipani, rugbista a 15 italiana
- 12 luglio - Victor Lind, calciatore danese
- 12 luglio - Michał Niewiński, pattinatore di short track polacco
- 12 luglio - Alessandro Pinarello, ciclista su strada italiano
- 12 luglio - Ahmed Qasem, calciatore svedese
- 12 luglio - Alicja Sielska, ostacolista polacca
- 12 luglio - Jun'nosuke Suzuki, calciatore giapponese
- 13 luglio - Émilien Gailleton, rugbista a 15 francese
- 13 luglio - Denis Halinský, calciatore ceco
- 14 luglio - Antonietta Cesarano, nuotatrice italiana
- 14 luglio - Noemi Cesarano, nuotatrice italiana
- 14 luglio - Hans Grahl-Madsen, sciatore alpino norvegese
- 14 luglio - Wyatt Oleff, attore statunitense
- 14 luglio - Rocco Shein, calciatore estone
- 14 luglio - Robert Wagner, calciatore tedesco
- 14 luglio - Everton Maceió, calciatore brasiliano
- 15 luglio - Saeid Esmaeili, lottatore iraniano
- 15 luglio - Damián García, calciatore uruguaiano
- 15 luglio - Ryan Gustavo de Lima, calciatore brasiliano
- 16 luglio - Anthony Ammirati, astista francese
- 16 luglio - Marcos Echeverría, calciatore argentino
- 16 luglio - Yōsuke Furukawa, calciatore giapponese
- 16 luglio - Valentina Gallazzi, calciatrice italiana
- 16 luglio - Rikelme, calciatore brasiliano
- 16 luglio - Matheus Martins, calciatore brasiliano
- 16 luglio - Leonardo Okeke, cestista italiano
- 16 luglio - Noah Persson, calciatore svedese
- 16 luglio - Emiliano Rodríguez Rosales, calciatore uruguaiano
- 16 luglio - Luciano Rodríguez Rosales, calciatore uruguaiano
- 17 luglio - Marcus Baggesen, calciatore danese
- 17 luglio - Jean Craane, calciatore olandese
- 17 luglio - Alex García, pilota automobilistico messicano
- 17 luglio - Joel Ideho, calciatore olandese
- 17 luglio - Zálan Kerezsi, calciatore ungherese
- 18 luglio - Jorge Berlanga, calciatore messicano
- 18 luglio - Srđan Hrstić, calciatore serbo
- 18 luglio - Rin Kaneto, tuffatrice giapponese
- 18 luglio - Loizos Loizou, calciatore cipriota
- 18 luglio - Hamad Međedović, tennista serbo
- 18 luglio - Mariasole Pollio, attrice, conduttrice televisiva e conduttrice radiofonica italiana
- 18 luglio - Ferre Reggers, pallavolista belga
- 18 luglio - Emma Severini, calciatrice italiana
- 18 luglio - Diego Sánchez Pérez, calciatore spagnolo
- 19 luglio - Jake Canter, snowboarder statunitense
- 19 luglio - Tyler Downs, tuffatore statunitense
- 19 luglio - Alexander Hajek, ciclista su strada e pistard austriaco
- 19 luglio - Clemens Riedel, calciatore tedesco
- 19 luglio - Agustín Ubal, cestista uruguaiano
- 20 luglio - Hugo Auradou, rugbista a 15 francese
- 20 luglio - Ansor Chabibov, calciatore russo
- 20 luglio - Jade Labastugue, pistard e ciclista su strada francese
- 20 luglio - Flávio Nazinho, calciatore portoghese
- 20 luglio - Rosa Pohjolainen, sciatrice alpina finlandese
- 20 luglio - Grant-Leon Ranos, calciatore tedesco
- 20 luglio - Jeremías Silveira, calciatore uruguaiano
- 20 luglio - Owen González, calciatore messicano
- 20 luglio - Timofej Šipunov, calciatore russo
- 21 luglio - Jonathon Brooks, giocatore di football americano statunitense
- 21 luglio - Maksym Djačuk, calciatore ucraino
- 21 luglio - Lisa Ekström, ex sciatrice alpina svedese
- 21 luglio - Nicola Giordano, cestista italiano
- 21 luglio - Veljko Ilić, calciatore serbo
- 21 luglio - Pavlo Isenko, calciatore ucraino
- 21 luglio - Matvej Ivachnov, calciatore russo
- 21 luglio - Marija Leković, cestista montenegrina
- 21 luglio - Anthony Valencia, calciatore ecuadoriano
- 22 luglio - Gan Ching Hwee, nuotatrice singaporiana
- 23 luglio - Michel Junior Diaz, calciatore ivoriano
- 23 luglio - Chibuike Nwaiwu, calciatore nigeriano
- 23 luglio - Gustavo Puerta, calciatore colombiano
- 23 luglio - Caterina Sinigoi, sciatrice alpina italiana
- 23 luglio - Fukaj, rapper polacco
- 24 luglio - Hugo Bolin, calciatore svedese
- 24 luglio - Jorge Miguel Castro Monteiro, calciatore portoghese
- 24 luglio - Ismaël Doukouré, calciatore francese
- 24 luglio - Jader, calciatore brasiliano
- 24 luglio - Mexx Meerdink, calciatore olandese
- 25 luglio - Saidou Alioum, calciatore camerunese
- 25 luglio - Alexander Busch, calciatore danese
- 25 luglio - Tom Fellows, calciatore inglese
- 25 luglio - Jhon Vélez, calciatore colombiano
- 25 luglio - Hiroki Yanagita, velocista giapponese
- 26 luglio - Luca Andronache, calciatore rumeno
- 26 luglio - Niko Rak, calciatore croato
- 26 luglio - Cecilía Rán Rúnarsdóttir, calciatrice islandese
- 26 luglio - Yacine Titraoui, calciatore algerino
- 26 luglio - Can Öncü, pilota motociclistico turco
- 26 luglio - Deniz Öncü, pilota motociclistico turco
- 27 luglio - Aggie Beever-Jones, calciatrice inglese
- 27 luglio - Tibor Del Grosso, ciclocrossista, ciclista su strada e mountain biker olandese
- 27 luglio - Louis Foster, pilota automobilistico britannico
- 27 luglio - Elvina Kalieva, tennista statunitense
- 28 luglio - Esmee Brugts, calciatrice olandese
- 28 luglio - Anthaya Charlton, lunghista bahamense
- 28 luglio - Mike Green, giocatore di football americano statunitense
- 28 luglio - Marina Kälin, fondista svizzera
- 28 luglio - Malik Nabers, giocatore di football americano statunitense
- 28 luglio - Ryder Sarchett, sciatore alpino statunitense
- 28 luglio - Matthew Sates, nuotatore sudafricano
- 29 luglio - Alejandro Alvarado, calciatore statunitense
- 29 luglio - Jens Castrop, calciatore tedesco
- 29 luglio - Wahid Faghir, calciatore danese
- 29 luglio - Kimiya Hosseini, attrice iraniana
- 29 luglio - Sofia Valoppi, pallavolista italiana
- 29 luglio - Renato Veiga, calciatore portoghese
- 30 luglio - Daniel DiMaggio, attore statunitense
- 30 luglio - Tanaeri Sanders, giocatore di football americano statunitense
- 30 luglio - David Sotelo, calciatore argentino
- 30 luglio - Akito Suzuki, calciatore giapponese
- 31 luglio - Txell Alarcón, cestista spagnola
- 31 luglio - Aurèle Amenda, calciatore svizzero
- 31 luglio - Abdoullah Ba, calciatore francese
- 31 luglio - Elia Bartolini, pilota motociclistico italiano
- 31 luglio - Dennis Berthod, giocatore di calcio a 5 italiano
- 31 luglio - Patrik Mercado, calciatore ecuadoriano
- 31 luglio - Manuel Osifo, calciatore belga
- 31 luglio - Calvin Ramsay, calciatore scozzese
- 31 luglio - Dorsa Yavarivafa, giocatrice di badminton iraniana